# Suevic
Die Suevic war ein 1901 in Dienst gestelltes Passagierschiff der britischen Reederei White Star Line, das im Passagier- und Frachtverkehr von Großbritannien über Kapstadt nach Australien eingesetzt wurde. 1928 wurde sie nach Norwegen verkauft und in ein Walfangschiff umgebaut. 1942 wurde das seit dem Umbau Skytteren benannte Schiff an der schwedischen Küste von seiner norwegischen Besatzung versenkt, um zu verhindern, dass es in die Hände der deutschen Besatzer fiel.

## Das Schiff

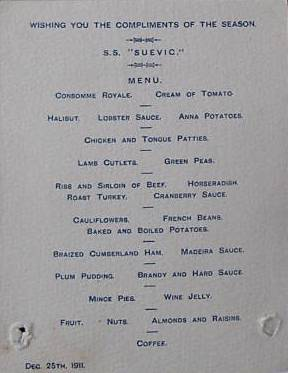
Eine Speisekarte der Suevic aus dem Jahr 1911

Das 12.531 BRT große aus Stahl gebaute Dampfschiff Suevic wurde im Jahr 1899 bei der Belfaster Schiffswerft Harland & Wolff in Auftrag gegeben und lief dort am 8. Dezember 1900 vom Stapel. Sie war das Schwesterschiff der Runic, die kurz zuvor vom Stapel gelaufen war. Die beiden Dampfer waren eine Ergänzung der drei Schwesterschiffe Afric, Medic und Persic, mit denen die White Star Line 1899 ihren Australienservice eröffnet hatte. Diese fünf Schiffe wurden inoffiziell als The Jubilee Class („Jubiläumsklasse“) bezeichnet, was die Vorfreude auf die nahende Jahrhundertwende reflektierte.
Das 172,2 Meter lange und 19,3 Meter breite Schiff verfügte über drei Decks, einen Schornstein und vier Masten. Die Suevic wurde mit zwei vierzylindrigen Vierfachexpansions-Dampfmaschinen von Harland & Wolff angetrieben, die auf zwei Propeller wirkten und eine Leistung von 5000 PSi erbrachten. Die Höchstgeschwindigkeit lag bei 13,5 Knoten. Die Suevic konnte 400 Passagiere in der Kabinenklasse befördern und verfügte über sieben Laderäume. Fracht und Gepäck konnten mit insgesamt 21 Derrickkränen verladen werden.
Am 9. März 1901 wurde die Suevic der White Star Line übergeben und am 23. März 1901 legte sie in Liverpool zu ihrer Jungfernfahrt nach Sydney via Kapstadt, Albany, Adelaide und Melbourne ab. Kurz nach der Jungfernfahrt wurden die Suevic und die anderen vier Schiffe der Jubilee Class als Truppentransporter im Zweiten Burenkrieg in Südafrika verwendet. Im August 1901 fand die erste und einzige Fahrt des Schiffs von Liverpool nach New York statt. Auf einer Überfahrt im Jahr 1903 lernte der Offizier Charles Lightoller an Bord der Suevic die 18-jährige Sylvia Hawley-Wilson kennen. Sie heirateten am 15. November 1903 in Sydney.

## Strandung und Reparatur 1907

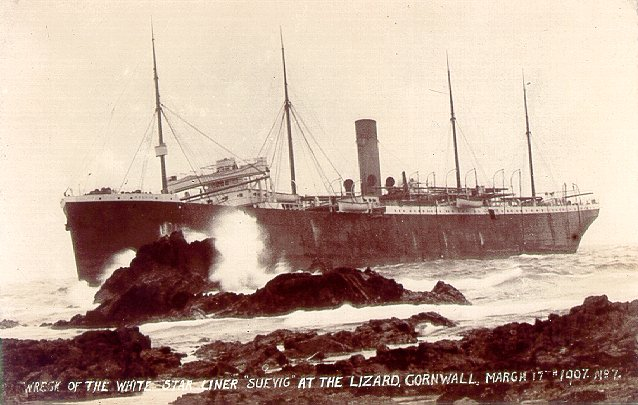
Die gestrandete Suevic bei Lizard Point (Cornwall), März 1907.

Am Sonnabend, dem 2. Februar 1907 lief die Suevic unter dem Kommando von Kapitän Thomas Johnson Jones mit 452 Passagieren und 141 Besatzungsmitgliedern zur Rückfahrt nach London aus. Zwischenstopps waren in Kapstadt, auf Teneriffa und in Plymouth eingeplant. Am Mittag des 17. März 1907 befand sich das Schiff etwa 140 Meilen südwestlich der südenglischen Küste im Ärmelkanal in einem Gebiet, das wegen gefährlicher Felsen, flacher Gewässer und häufig auftretendem Nebel häufig gemieden wurde.

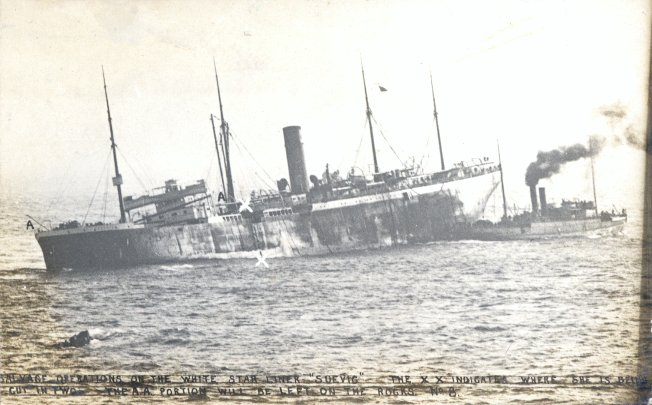
Die Bergungsarbeiten laufen. Die beiden X-Zeichen zeigen an, wo das Schiff auseinanderbrach.

Als die Schiffsführung aufgrund des dichten Nebels die genaue Schiffsposition mithilfe astronomischer Navigation nicht exakt bestimmen konnten, entschied sie sich, sich am Leuchtturm Lizard Lighthouse bei Lizard Point an der Küste von Cornwall zu orientieren. Kurz danach wurde der Leuchtturm gesichtet. Die Entfernung wurde auf zehn Meilen berechnet, sodass sich die Offiziere auf einer sicheren Position glaubten. Trotz des Nebels dampfte die Suevic weiterhin mit Höchstgeschwindigkeit die Küste entlang. Auch auf das Messen der Wassertiefe per Lot wurde verzichtet. 20 Minuten nach der Sichtung des Leuchtturms lief die Suevic mit voller Wucht auf den Felsen von Maenheere Reef auf Grund. Das Schiff hatte sich etwa 16 Meilen näher am Ufer befunden, als man an Bord geglaubt hatte.

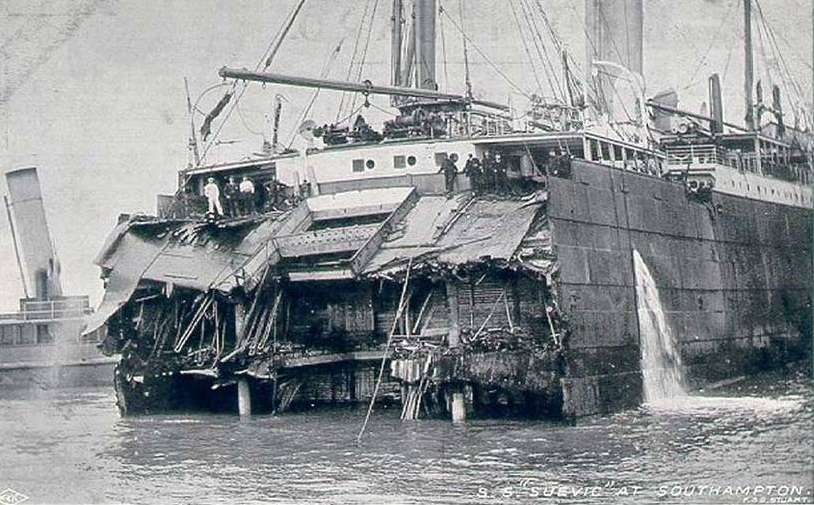
Die schwer beschädigte Suevic wartet in Southampton auf ihren neuen Bug.

Kapitän Jones versuchte ohne Erfolg, die Suevic von den Felsen herunter zu bekommen, indem er die Maschinen mit voller Kraft zurück laufen ließ. Außerdem ließ er Notraketen abfeuern. Die Rettungsaktion wurde durch die britische Seenotrettungsorganisation Royal National Lifeboat Institution (RNLI) durchgeführt. Rettungsboote aus mehreren nahen Küstenorten trafen am Unglücksort ein und bargen sämtliche Passagiere und Besatzungsmitglieder, darunter 70 Kleinkinder. Bei der Rettungsaktion, die 16 Stunden dauerte, handelte es sich um die bis dahin größte in der Geschichte der RNLI. Als Resultat wurden vier Silbermedaillen an freiwillige Helfer und zwei an Crewmitglieder der Suevic vergeben.
Die Ladung des gestrandeten Schiffs wurde am 20. März 1907 von mehreren kleinen Frachtern geborgen. Auf diese Weise sollte die Suevic leichter werden und frei schwimmen können, stattdessen wurde sie von stürmischen Wellen weiter auf das Meer hinaus getrieben. Am 4. April wurde die stark beschädigte Bugsektion direkt hinter der Kommandobrücke mit Hilfe von Dynamit vom restlichen Schiffsrumpf abgesprengt. Wie bei den meisten White Star-Schiffen war auch der Rumpf der Suevic in wasserdichte Abteilungen unterteilt, sodass der hintere Teil des Schiffs auch ohne Bug schwimmfähig war. Aus eigener Kraft dampfte die Suevic anschließend nach Southampton. Der abgetrennte Bug wurde auf den Felsen liegen gelassen.
Die White Star Line orderte bei Harland & Wolff eine neue, 64 Meter lange Bugsektion, die im Oktober 1907 in Belfast vom Stapel lief. Der neue Bug wurde zur Schiffswerft John I. Thornycroft & Company nach Southampton geschleppt, wo er am 26. Oktober eintraf. Mitte November wurden beide Schiffshälften zusammengefügt. Am 14. Januar 1908 waren die Reparaturen abgeschlossen und die Suevic konnte wieder in Dienst gestellt werden. Die Instandsetzung der Suevic war die umfangreichste Schiffsreparatur, die bis dahin stattgefunden hatte.

## Erster Weltkrieg
Ab 1914 diente die Suevic als Truppentransporter im Ersten Weltkrieg. Im März 1915 brachte sie britische Soldaten nach Moudros, die in der Schlacht von Gallipoli kämpfen sollten. Da die Suevic und ihre Schwesterschiffe in ihren Kühlkammern gefrorenes Fleisch transportieren konnten, blieben sie nebenbei trotzdem im kommerziellen Handelsverkehr, um Lebensmittel für die Kriegsanstrengungen zu transportieren. Von ihnen ging die Afric am 12. Februar 1917 auf einer Fahrt von Liverpool über Devonport nach Sydney zwölf Seemeilen südsüdwestlich des Eddystone-Leuchtturms an der Küste von Cornwall verloren, als sie von einem deutschen U-Boot torpediert wurde. Die am 7. September 1918 40 Seemeilen nordwestlich der Scilly-Inseln mit 2.800 amerikanischen Soldaten an Bord ebenfalls torpedierte Persic konnte noch in den nächsten Hafen eingebracht werden.
Bis 1919 blieb die Suevic unter der Kontrolle des Liner Requisition Theme. Am 7. Februar 1920 legte sie zu ihrer ersten Fahrt nach Kriegsende auf der Route London–Melbourne–Sydney ab. Ab 1921 beförderte das Schiff nur noch 226 Passagiere in der Zweiten Klasse. Im März 1924 vollendete sie ihre 50. Überfahrt. Am 14. April 1928 lief sie in London zu ihrer letzten Fahrt nach Australien aus.

## WalfangschiffSkytteren

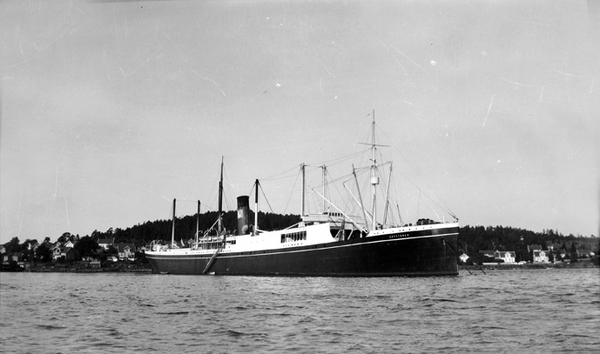
Die Skytteren in Tønsberg, ca. 1930

Im Oktober 1928 wurde die Suevic für 35.000 Pfund Sterling an Yngvar Hvistendahls Finnhval A/S mit Sitz in Tønsberg verkauft und erhielt den neuen Namen Skytteren. In der Germaniawerft in Kiel wurde der Passagierdampfer in ein Walfangschiff umgebaut. Die Skytteren war fortan Teil der norwegischen Walfangflotte in arktischen Gewässern. Ab 1936 wurde die Finnhval A/S von dem norwegischen Schiffsmagnaten Jørgen Krag kontrolliert, der wiederum im Auftrag der deutschen Margarine-Union handelte. Bis zum Zweiten Weltkrieg wurden alle Fänge der Skytteren nach Deutschland geliefert.
Als die deutsche Wehrmacht Norwegen am 9. April 1940 besetzte (siehe Norwegen unter deutscher Besatzung), wurde die Skytteren mit anderen norwegischen Schiffen im neutralen schwedischen Göteborg interniert. Die norwegische Exilregierung erhob Anspruch auf diese Schiffe, was von der faschistischen norwegischen Partei Nasjonal Samling angefochten wurde. Ein Gerichtsurteil bekräftigte den Anspruch der Exilregierung.
Am 1. April 1942 unternahmen zehn norwegische Schiffe den Versuch, von Göteborg aus in von den Alliierten kontrollierte Gewässer zu gelangen, um dort in den Schutz alliierter Kriegsschiffe zu gelangen. Darunter war auch die Skytteren. Sie fuhren jedoch wartenden deutschen Kriegsschiffen entgegen. Nur zwei der zehn Schiffe schafften es nach Großbritannien, zwei anderen gelang die Flucht zurück nach Göteborg, zwei wurden von den Deutschen versenkt und drei wurden von ihrer eigenen Besatzung versenkt. Die Besatzung der Skytteren versenkte ihr Schiff westlich der Insel Måseskär, damit es nicht den Deutschen in die Hände fiel. Ein Heizer kam ums Leben, und der Rest der Besatzung und der Passagiere wurden von den Deutschen gefangen genommen. Insgesamt befanden sich 111 Menschen an Bord der SS Skytteren, darunter drei Frauen und 14 britische Matrosen. Mehrere der norwegischen Seeleute starben in deutscher Gefangenschaft.

## Wrack
Das Wrack der Skytteren liegt mit dem Bug nach Westen zeigend vor der schwedischen Küste in einer Tiefe von 74 Metern. Die Swedish Agency for Marine and Water Management (SwAM) bezeichnet es als das Wrack in schwedischen Gewässern, von dem die größte Umweltgefährdung ausgeht. Es liegt nahe ökologisch wertvoller Gebiete, einer Schärengruppe sowie eines Schutzgebietes, und verliert seit etwa 1995 Öl. Im Jahre 2005 erfolgte eine erste Untersuchung mit einem ROV. Dabei wurde festgestellt, das Rumpfnähte korrodiert waren und Öl aus einem Riss im Rumpf austrat. 2018 wurde das Wrack durch Marinetaucher im Auftrag der SwAM untersucht. Diese untersuchten unter anderem die Dicke der Rumpfplatten im Bereich der Tanks und stellten fest, dass diese bei 5–6 Millimetern lag, weniger als einem Drittel der ursprünglichen Stärke. Wie viel Öl im Wrack verbleibt, konnte nicht festgestellt werden. Schätzungen gehen von etwa 400–500 Kubikmetern aus.